# 小行星5474
小行星5474（5474 Gingasen）是一颗绕太阳运转的小行星，为主小行星带小行星。该小行星于1988年12月3日发现。

## 轨道参数
小行星5474的轨道半长轴为2.3836523 UA，离心率为0.067。